# Luís Campos
 Luís Filipe Hipólito Reis Pedrosa Campos (Esposende, Distrito de Braga, Portugal, 6 de septiembre de 1964) es un exentrenador y director deportivo portugués. Actualmente trabaja para el París Saint-Germain de la Ligue 1 de Francia.

## Trayectoria
Campos comenzó a entrenar en las ligas inferiores de Portugal a la edad de 27 años con Leiria, y dirigió varios equipos de aficionados y eventualmente equipos profesionales en la Primeira Liga portuguesa. Como entrenador de Gil Vicente, Campos puso fin a la racha de 27 partidos sin perder de José Mourinho con el FC Porto. En 2012, Campos se convirtió en ojeador y analista táctico del Real Madrid CF, entonces entrenado por Mourinho.
Campos se hizo un nombre como director deportivo del AS Mónaco FC de 2013 a 2016. Supervisó las transferencias de Radamel Falcao, João Moutinho, James Rodríguez, Fabinho, Anthony Martial, Ricardo Carvalho, Dimitar Berbatov, Bernardo Silva, Tiémoué Bakayoko, Geoffrey Kondogbia, y Thomas Lemar entre otros. Algunos de estos jugadores permitieron al equipo monegasco conseguir el título de campeón de la Ligue 1 2016-17.
Posteriormente, en 2017, se convirtió en director deportivo del Lille OSC. El 18 de diciembre de 2020, Campos dejó el Lille OSC tras un cambio de propietario en el club. El equipo francés que Campos había contribuido a confeccionar se proclamaría campeón de la Ligue 1 2020-21.
El 10 de junio de 2022, el París Saint-Germain anunció la contratación de Campos como nuevo consejero deportivo, trabajo que compartiría con el RC Celta de Vigo, que lo contrató como asesor deportivo 4 meses antes. Dejó de trabajar para el Celta el 23 de diciembre de 2023.